# Mauricio Mayer
Mauricio Mayer är en ort i Argentina.   Den ligger i provinsen La Pampa, i den centrala delen av landet, 500 km väster om huvudstaden Buenos Aires. Mauricio Mayer ligger 154 meter över havet och antalet invånare är 291.
Terrängen runt Mauricio Mayer är mycket platt. Runt Mauricio Mayer är det glesbefolkat, med 13 invånare per kvadratkilometer.. Närmaste större samhälle är Colonia Barón, 17,2 km öster om Mauricio Mayer.
Trakten runt Mauricio Mayer består till största delen av jordbruksmark.